# Immortal (album của Michael Jackson)
Immortal là một album phối lại từ những ca khúc của nghệ sĩ thu âm người Mỹ Michael Jackson, với sự tham gia của The Jackson 5/The Jacksons, và phát hành ngày 21 tháng 11 năm 2011 bởi Epic Records. Việc phối lại các bài hát được sử dụng làm nhạc nền cho sân khấu của Cirque du Soleil trong chuyến lưu diễn Michael Jackson: Immortal World Tour, công diễn lần đầu vào ngày 2 tháng 10 năm 2011 tại Montreal, trong khi có một chương trình thường trực tại Las Vegas.

## Quảng bá
Bài hát đầu tiên được phát hành từ album "Immortal Megamix", với sự phối từ bốn bản hit của Jackson - "Can You Feel It", "Don't Stop 'Til You Get Enough", "Billie Jean", "Black or White" đã được công bố trên AolMusic vào ngày 31 tháng 10 năm 2011. Sau buổi ra mắt trên AOL, bản phối đã xuất hiện trên trang web chính thức của Michael Jackson, và trên trang Facebook của Jackson. Ngày 1 tháng 11 năm 2011, ca khúc đã xuất hiện dưới dạng tải về kỹ thuật số trên iTunes và Amazon.com.
Một tuần trước khi phát hành, một số bài nhạc được công bố trên SoundCloud & Billboard.com:
- "You Are Not Alone"/"I Just Can't Stop Loving You" vào ngày 14 tháng 9.[7]
- "Wanna Be Startin' Somethin'" vào ngày 15 tháng 9.[8]
- "I'll Be There" [9][10] và "Dancing Machine"/"Blame It On The Boogie"  vào ngày 16 tháng 9.[11]
- "This Place Hotel"/"Smooth Criminal"/"Dangerous"1 và "Is It Scary"/"Threatened"/"Thriller"2 vào ngày 17 tháng 11 năm 2011.

Chú ý:
- 1 Ba bài hát được tách biệt khi trên CD, nhưng chúng được SoundCloud kết hợp lại với nhau như một.
- 2 Bản phối thực sự tách ra thành hai bài hát "Is It Scary"/"Threatened" và "Thriller" khi trên CD, nhưng chúng được SoundCloud kết hợp lại với nhau như một.

## Danh sách bài hát
Sony Music Entertainment đã công bố danh sách bài hát của Immortal và Immortal Phiên bản sang trọng  như sau:
| Phiên bản tiêu chuẩn | Phiên bản tiêu chuẩn                                                                                               | Phiên bản tiêu chuẩn                                             | Phiên bản tiêu chuẩn |
| STT                  | Nhan đề | Nghệ sĩ                                                          | Thời lượng           |
| -------------------- | --- | ---------------------------------------------------------------- | -------------------- |
| 1.                   | "Workin' Day and Night (Phiên bản Immortal)"                                                                       | Michael Jackson                                                  | 3:36                 |
| 2.                   | "The Immortal Intro (Phiên bản Immortal)"                                                                          | The Jackson 5; Michael Jackson; Michael Jackson và Janet Jackson | 3:07                 |
| 3.                   | "Childhood (Phiên bản Immortal)"                                                                                   | Michael Jackson                                                  | 4:35                 |
| 4.                   | "Wanna Be Startin' Somethin' (Phiên bản Immortal)"                                                                 | Michael Jackson                                                  | 3:07                 |
| 5.                   | "Dancing Machine/Blame It on the Boogie (Phiên bản Immortal)"                                                      | The Jackson 5; The Jacksons                                      | 4:49                 |
| 6.                   | "This Place Hotel (Phiên bản Immortal)"                                                                            | The Jacksons                                                     | 2:08                 |
| 7.                   | "Smooth Criminal (Phiên bản Immortal)"                                                                             | Michael Jackson                                                  | 1:59                 |
| 8.                   | "Dangerous (Phiên bản Immortal)"                                                                                   | Michael Jackson                                                  | 2:41                 |
| 9.                   | "The Jackson 5 phối: I Want You Back/ABC/The Love You Save (Phiên bản Immortal)"                                   | The Jackson 5                                                    | 3:45                 |
| 10.                  | "Speechless/Human Nature (Immortal Version)"                                                                       | Michael Jackson                                                  | 3:18                 |
| 11.                  | "Is It Scary/Threatened (Immortal Version)"                                                                        | Michael Jackson; Rockwell; 50 Cent                               | 5:05                 |
| 12.                  | "Thriller (Phiên bản Immortal)"                                                                                    | Michael Jackson                                                  | 3:32                 |
| 13.                  | "You Are Not Alone/I Just Can't Stop Loving You (Phiên bản Immortal)"                                              | Michael Jackson; Siedah Garrett                                  | 6:07                 |
| 14.                  | "Beat It/State of Shock (Phiên bản Immortal)"                                                                      | Michael Jackson; The Jacksons và Mick Jagger                     | 3:09                 |
| 15.                  | "Jam (Phiên bản Immortal)"                                                                                         | Michael Jackson; Heavy D                                         | 2:37                 |
| 16.                  | "Planet Earth/Earth Song (Phiên bản Immortal)"                                                                     | Michael Jackson                                                  | 4:04                 |
| 17.                  | "They Don't Care About Us (Phiên bản Immortal)"                                                                    | Michael Jackson                                                  | 3:36                 |
| 18.                  | "I'll Be There (Phiên bản Immortal)"                                                                               | The Jackson 5                                                    | 1:53                 |
| 19.                  | "Immortal Megamix: Can You Feel It/Don't Stop 'Til You Get Enough/Billie Jean/Black or White (Phiên bản Immortal)" | The Jacksons; Michael Jackson                                    | 9:08                 |
| 20.                  | "Man in the Mirror (Phiên bản Immortal)"                                                                           | Michael Jackson                                                  | 4:17                 |
| Tổng thời lượng:     | Tổng thời lượng:                                                                                                   | Tổng thời lượng:                                                 | 1:16:34              |

Phiên bản sang trọng
| Đĩa 1            | Đĩa 1                                                                                                | Đĩa 1                                                          | Đĩa 1      |
| STT              | Nhan đề                                                                                              | Nghệ sĩ                                                        | Thời lượng |
| ---------------- | --- | -------------------------------------------------------------- | ---------- |
| 1.               | "Workin' Day and Night (Phiên bản Immortal)"                                                         | Michael Jackson                                                | 3:36       |
| 2.               | "The Immortal Intro (Phiên bản Immortal)"                                                            | The Jackson 5;Michael Jackson;Michael Jackson và Janet Jackson | 3:07       |
| 3.               | "Childhood (Phiên bản Immortal)"                                                                     | Michael Jackson                                                | 4:35       |
| 4.               | "Wanna Be Startin' Somethin' (Phiên bản Immortal)"                                                   | Michael Jackson                                                | 3:08       |
| 5.               | "Shake Your Body (Down to the Ground) (Phiên bản Immortal)"                                          | The Jacksons                                                   | 2:27       |
| 6.               | "Dancing Machine/Blame It on The Boogie (Phiên bản Immortal)"                                        | The Jackson 5;Michael Jackson;The Jacksons                     | 4:04       |
| 7.               | "Ben (Phiên bản Immortal)"                                                                           | Michael Jackson                                                | 3:44       |
| 8.               | "This Place Hotel (Phiên bản Immortal)"                                                              | Michael Jackson                                                | 2:08       |
| 9.               | "Smooth Criminal (Phiên bản Immortal)"                                                               | Michael Jackson                                                | 1:59       |
| 10.              | "Dangerous (Phiên bản Immortal)"                                                                     | Michael Jackson                                                | 2:41       |
| 11.              | "The Mime Segment: (I Like) The Way You Love Me/Speed Demon/Another Part of Me (Phiên bản Immortal)" | Michael Jackson                                                | 2:52       |
| 12.              | "The Jackson 5 phối (Phiên bản Immortal)"                                                            | Jackson 5                                                      | 3:45       |
| 13.              | "Speechless/Human Nature (Phiên bản Immortal)"                                                       | Michael Jackson                                                | 3:20       |
| 14.              | "Is It Scary/Threatened (Phiên bản Immortal)"                                                        | Michael Jackson; Rockwell; 50 Cent                             | 5:03       |
| 15.              | "Thriller (Phiên bản Immortal)"                                                                      | Michael Jackson                                                | 3:37       |
| Tổng thời lượng: | Tổng thời lượng:                                                                                     | Tổng thời lượng:                                               | 53:42      |

| Đĩa 2            | Đĩa 2 | Đĩa 2                                              | Đĩa 2      |
| STT              | Nhan đề | Nghệ sĩ                                            | Thời lượng |
| ---------------- | --- | -------------------------------------------------- | ---------- |
| 1.               | "You Are Not Alone/I Just Can't Stop Loving You (Phiên bản Immortal)"                                              | Michael Jackson;Michael Jackson and Siedah Garrett | 6:08       |
| 2.               | "Beat It/State of Shock (Phiên bản Immortal)"                                                                      | Michael Jackson;The Jacksons và Mick Jagger        | 3:09       |
| 3.               | "Jam (Phiên bản Immortal)"                                                                                         | Michael Jackson                                    | 2:37       |
| 4.               | "Planet Earth/Earth Song (Phiên bản Immortal)"                                                                     | Michael Jackson                                    | 4:01       |
| 5.               | "Scream/Little Susie (Immortal Version)"                                                                           | Michael Jackson;Michael Jackson và Janet Jackson   | 4:45       |
| 6.               | "Gone Too Soon (Phiên bản Immortal)"                                                                               | Michael Jackson                                    | 3:23       |
| 7.               | "They Don't Care About Us (Phiên bản Immortal)"                                                                    | Michael Jackson                                    | 3:37       |
| 8.               | "Will You Be There (Phiên bản Immortal)"                                                                           | Michael Jackson                                    | 4:56       |
| 9.               | "I'll Be There (Phiên bản Immortal)"                                                                               | Jackson 5                                          | 1:50       |
| 10.              | "Immortal Megamix: Can You Feel It/Don't Stop 'til You Get Enough/Billie Jean/Black or White (Phiên bản Immortal)" | The Jacksons;Michael Jackson                       | 9:08       |
| 11.              | "Man In The Mirror (Phiên bản Immortal)"                                                                           | Michael Jackson                                    | 4:14       |
| 12.              | "Remember The Time/Bad (Phiên bản Immortal)"                                                                       | Michael Jackson                                    | 4:39       |
| Tổng thời lượng: | Tổng thời lượng:                                                                                                   | Tổng thời lượng:                                   | 52:27      |

## Xếp hạng
| Bảng xếp hạng (2011)              | Vị trí cao nhất |
| --------------------------------- | --------------- |
| Australian Albums Chart           | 43              |
| Austrian Albums Chart             | 29              |
| Belgian Albums Chart (Flanders)   | 13              |
| Belgian Albums Chart (Wallonia)   | 17              |
| Dutch Albums Chart                | 17              |
| French Albums Chart               | 42              |
| German Albums Chart               | 23              |
| Italian Albums Chart              | 13              |
| Japanese Albums Chart (Billboard) | 9               |
| Japanese Albums Chart (Oricon)    | 11              |
| New Zealand Albums Chart          | 35              |
| Norwegian Albums Chart            | 34              |
| Spanish Albums Chart              | 16              |
| Swedish Albums Chart              | 59              |
| Swiss Albums Chart                | 17              |
| UK Albums Chart                   | 65              |
| US Billboard 200                  | 24              |
| US Top R&B/Hip-Hop Albums         | 5               |

| Bảng xếp hạng (2012)            | Vị trí |
| ------------------------------- | ------ |
| US Billboard 200                | 174    |
| US Billboard R&B/Hip-Hop Albums | 35     |

## Lịch sử phát hành
| Nước           | Ngày                      | Nhãn hiệu                | Định dạng           |
| -------------- | ------------------------- | ------------------------ | ------------------- |
| Hà Lan         | ngày 18 tháng 11 năm 2011 | Sony Music Entertainment | Tải kĩ thuật số     |
| Đức            | ngày 18 tháng 11 năm 2011 | Sony Music Entertainment | Tải kĩ thuật số     |
| Đức            | 21 tháng 11 năm 2011      | Sony Music Entertainment | CD                  |
| Vương quốc Anh | 21 tháng 11 năm 2011      | Sony Music Entertainment | CD, Tải kĩ thuật số |
| Pháp           | 21 tháng 11 năm 2011      | Sony Music Entertainment | CD, Tải kĩ thuật số |
| Mỹ             | 21 tháng 11 năm 2011      | Epic Records             | CD, Tải kĩ thuật số |
| Tây Ban Nha    | 22 tháng 11 năm 2011      | Sony Music Entertainment | CD, Tải kĩ thuật số |
| Ý              | 22 tháng 11 năm 2011      | Sony Music Entertainment | CD, Tải kĩ thuật số |
| Nhật Bản       | 23 tháng 11 năm 2011      | Sony Music Japan         | CD                  |
| Australia      | 25 tháng 11 năm 2011      | Sony Music Entertainment | Tải kĩ thuật số, CD |